# Nadya Toncheva
 (juin 2024).
Nadya Toncheva est une joueuse d'échecs bulgare née en 2005, qualifiée pour la Coupe du monde d'échecs féminine 2023.
Au 1er juin 2024, elle est la quatrième joueuse bulgare avec un classement Elo de 2 314 points.

## Biographie et carrière
Nadya Toncheva est née en 2005. Elle finit deuxième du championnat de Bulgarie d'échecs rapides en 2022
Elle finit troisième (médaille de bronze) du championnat de Bulgarie d'échecs féminin en janvier 2023,.
Lors du Championnat d'Europe d'échecs individuel féminin de 2023, elle finit neuvième, avec 7,5 points sur 11 ce qui la qualifie pour la Coupe du monde d'échecs féminine 2023.  Lors de la Coupe du monde, elle est battue au  premier tour par la Française Deimantė Cornette.
Lors du Championnat d'Europe d'échecs individuel féminin de 2024, elle finit septième, avec 7,5 points sur 10. 